# بندار الشرقية
قرية بندار الشرقية هي إحدى القرى التابعة لمركز جرجا بمحافظة سوهاج في جمهورية مصر العربية. حسب إحصاءات سنة 2006، بلغ إجمالي السكان في بندار الشرقية 15943 نسمة، منهم 8138 رجل و7805 امرأة.

## تاريخ القرية
هي من القرى القديمة وكانت من توابع طوخ الجبل وفصلت في العهد العثماني كما وردت في الروزنامة القديمة، ووردت في سنة 1231هـ باسم بندار. وفي سنة 1892م قسمت بندار من الوجهة الإدارية إلى ثلاث هم: بندار التبينات وبندار الرملية، وبندار الشرقية. وأما من الوجهة المالية فهما ناحية واحدة باسم (بندار).ايضا يوجد مجموعه من النجوع بالقريه ومنها نجع خليفة، ونجع رمضان بندار.